# Барбу, Константин
Константин Барбу (рум. Constantin Barbu; род. 16 мая 1971, Галац) — румынский футболист, выступавший на позиции атакующего полузащитника.

## Клубная карьера
Профессиональную карьеру начал в клубе «Арджеш», где за 7 сезонов достиг показателя 89 забитых голов в 181 матче и в сезоне 1997/1998 с 21 забитым голом стал лучшим бомбардиром чемпионата. В 1998 году 6 матчей провёл в аренде в корейском клубе «Сувон Самсунг Блюуингз». В середине сезона 1998/99 присоединился к столичному «Рапиду». В 1999 году перешёл в испанский клуб «Нумансия». В 2001 году 9 матчей провёл в аренде, вернувшись в «Рапид». В сезоне 2002/03 один матч провёл, выступая за «Арджеш». Профессиональную карьеру завершил в 2004 году в клубе «Дачия» (Миовени).

## Выступление за сборную
Дебют за национальную сборную Румынии состоялся 6 сентября 1997 года в матче квалификации на ЧМ 1998 против сборной Лихтенштейна (8:1), в котором также отличился забитым голом. Всего за сборную Константин провёл 3 матча и забил 2 гола.

### Голы за сборную
| # | Дата            | Место             | Соперник    | Счёт | Результат | Турнир                  |
| - | --------------- | ----------------- | ----------- | ---- | --------- | ----------------------- |
| 1 | 6 сентября 1997 | Эшен, Лихтенштейн | Лихтенштейн | 0-7  | 1-8       | Квалификация на ЧМ 1998 |
| 2 | 8 апреля 1998   | Бухарест, Румыния | Греция      | 2-0  | 2-1       | Товарищеский матч       |